# Kernhem (landgoed)
Landgoed Kernhem is een landgoed rond het gelijknamige Huis Kernhem in de gemeente Ede, in de Nederlandse provincie Gelderland. Het ligt ten noorden van de N224.

## Geschiedenis

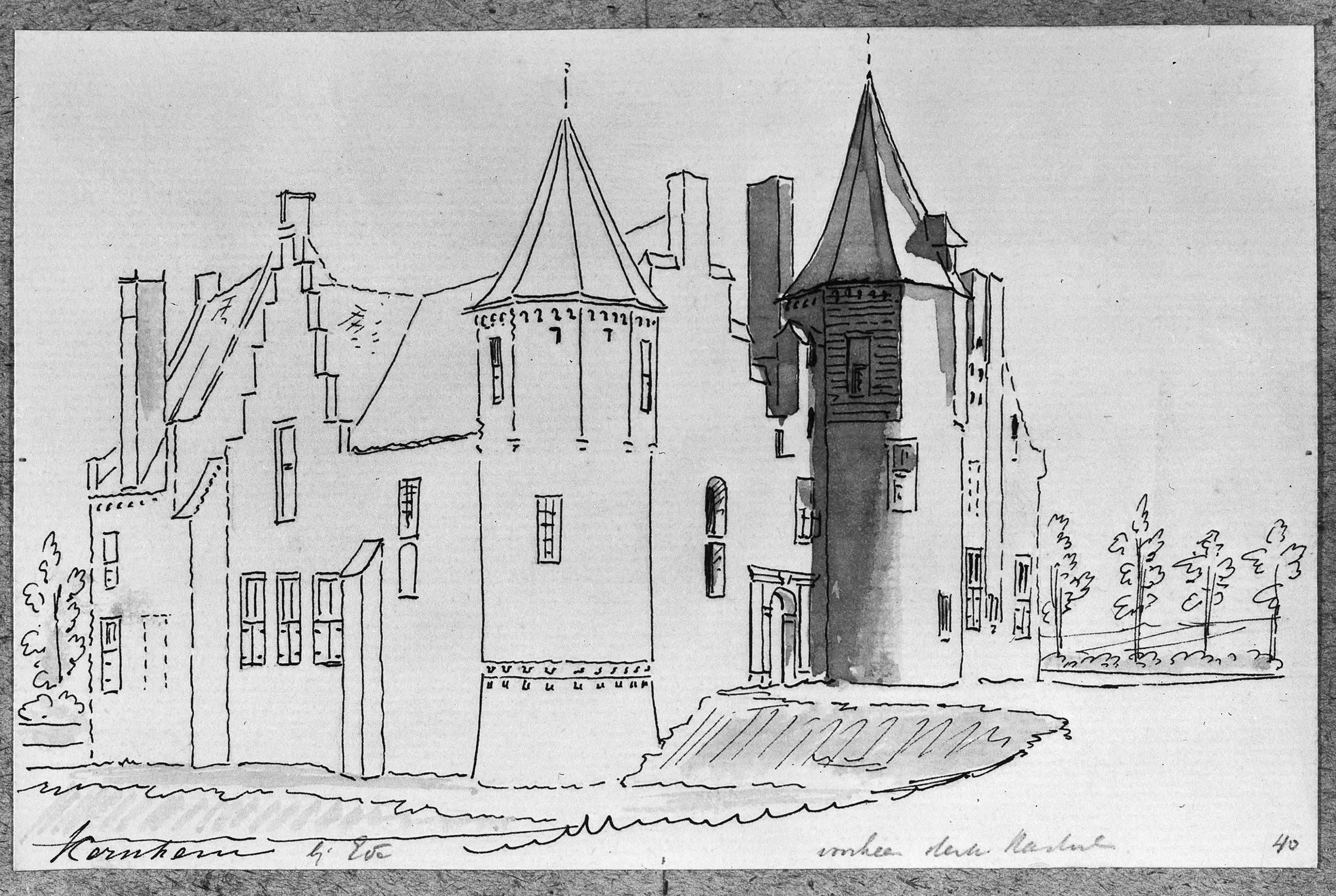
Het oude Kernhem. Kopie naar een tekening van Cornelis Pronk (1731)

De graven van Gelre bouwden van de 12e tot en met de 14e eeuw diverse versterkingen langs de grenzen met het Sticht Utrecht. De burcht Kernhem was er een van.
In 1426 werd Udo de Booze als leenman van Kernhem aangesteld door de toenmalige hertog van Gelre Arnold van Egmont. Nadat dat de leengoederen erfelijk werden, kwam Kernhem in handen van de families Van Arnhem, Van Wassenaer Obdam en later Van Heeckeren van Wassenaer en Bentinck.

### Huis
Het huidige Huis Kernhem is van 1803 en gebouwd in de neoclassicistische stijl. Het is gebouwd op de fundamenten van de oorspronkelijke burcht. Boven de hoofdingang bevindt zich een gevelsteen met een alliantiewapen van de Van Wassenaers en Van Renesses, aangebracht naar aanleiding van een huwelijk tussen beide geslachten. Aannemelijkerwijs betreft het Jacob van Wassenaer Obdam (1610-1665) die in 1633 trouwde met Agnes van Renesse van der Aa.
In het Rampjaar 1672 kon de graaf van Wassenaar een verwoesting van de burcht afkopen voor fl. 1000,- (de Fransen vroegen oorspronkelijk fl. 3000)
In de 19e eeuw huisvestte Kernhem de kostschool voor 'aanzienlijke jongedames' van Anna Maria Moens. Moens bracht hun vaderlandsliefde, moederlijke liefde, godsdienstzin en huwelijkstrouw bij.
Het huis werd bewoond tot 1968. In 1970 werd het door barones Bentinck verkocht aan de gemeente Ede. Om verbetering in de uiterst vervallen staat te brengen was een grote restauratie noodzakelijk. Het ontbreken van bouwtekeningen bemoeilijkte dit karwei. Door verlaging van het grondwaterpeil is het huis verzakt. Dit is duidelijk te zien vanaf de Doolhoflaan.
Sinds de jaren negentig van de 20e eeuw is de benedenverdieping van het Huis Kernhem in gebruik voor het sluiten van huwelijken, voor kunstexposities en voor muziekuitvoeringen. Sinds 1994 bestaat de Stichting Kernhem die met het beheer is belast. Het doel van deze stichting is "bevordering van culturele activiteiten in en om Huis Kernhem en dit in de meest uitgebreide zin van het woord". Naast het huis ligt een grote kruidentuin. Het koetshuis is in gebruik als pannenkoekenhuis.

### Landgoed
Het landgoed omvat 31 hectare landbouwgrond met vier historische boerderijen, en 33 hectare bos, lanen en parken.
In de 18e eeuw werd het landgoed ingericht in classicistische stijl. Een belangrijk element vormde de ongeveer 3 kilometer lange west-oost allee, die bestond uit achtereenvolgens de Veenselaan, de Kernhemselaan en de Doolhoflaan. In de 19e eeuw vond een transformatie plaats naar de vroege landschapsstijl. In die tijd werden onder andere de parkjes rond de Vissenkom en de Hanenburg, ten westen van het landhuis aangelegd.

## Doolhof en vleermuizen
Ten oosten van het huis Kernhem ligt een kleine grafheuvel die vermoedelijk dateert uit de bronstijd. In de 18e eeuw werd daarbovenop een doolhof aangelegd. Tussen het doolhof en het huis loopt de Doolhoflaan, die tegenwoordig de gemeentelijke begraafplaats doorkruist. De bomen van de laan zijn grotendeels beuken die al in 1735 werden aangeplant. Ze herbergen een groot aantal vleermuizen van verschillende soorten. De in de totaal drie kilometer lange laan werd daarom al in 1978 aangewezen als vleermuizenreservaat.

## Bloedsteen
In de Doolhoflaan ligt een napjessteen, de zogenaamde bloedsteen. Daarover bestaat het verhaal dat er 's nachts, bij volle maan, bloed uit kan worden geprikt. Pas vrij recent is een volksverhaal aan deze steen gehecht, waarin wordt beweerd dat deze steen vroeger als offersteen en/of altaar werd gebruikt.

## Afbeeldingen

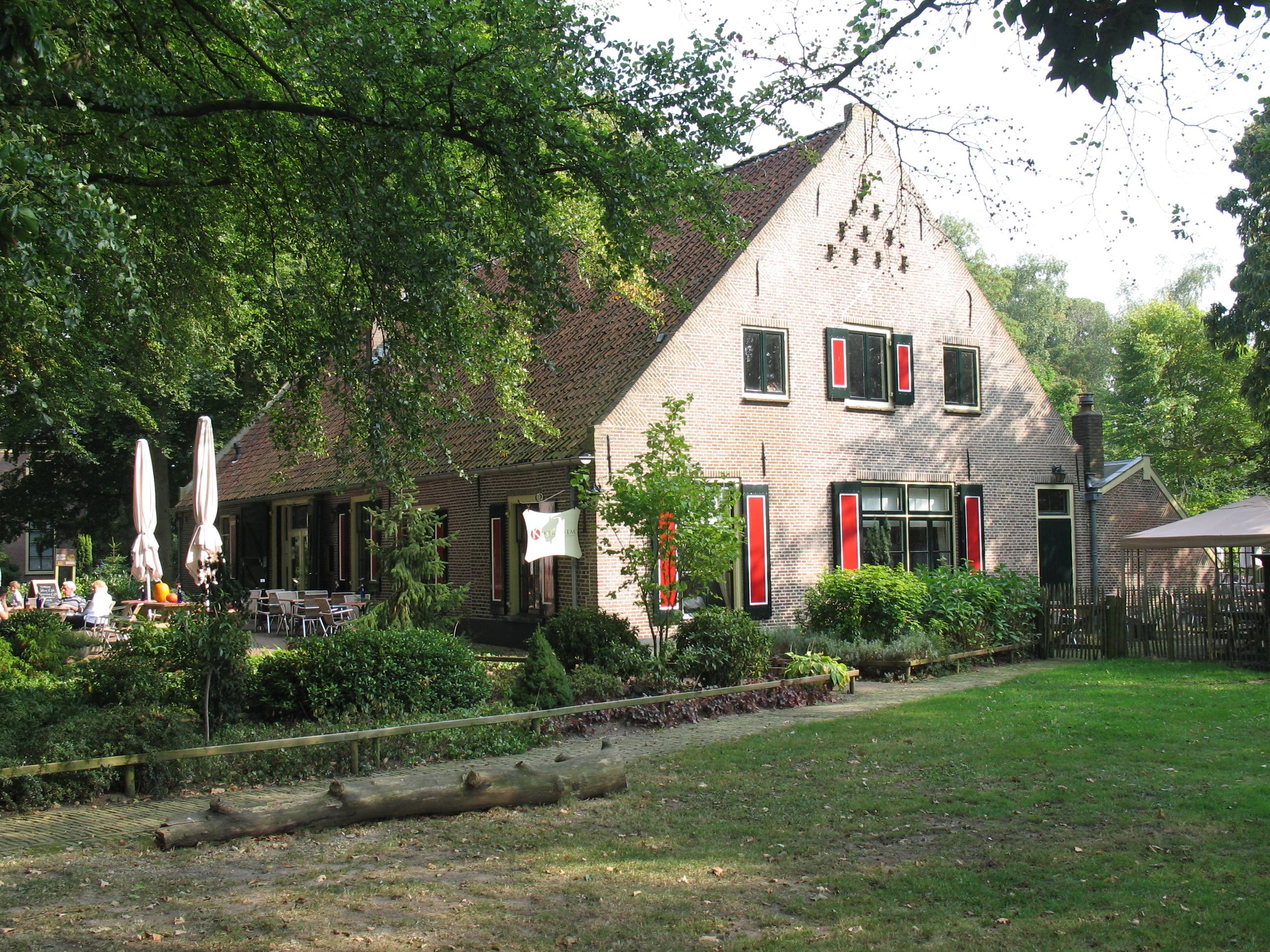
Koetshuis, tegenwoordig pannenkoekenhuis
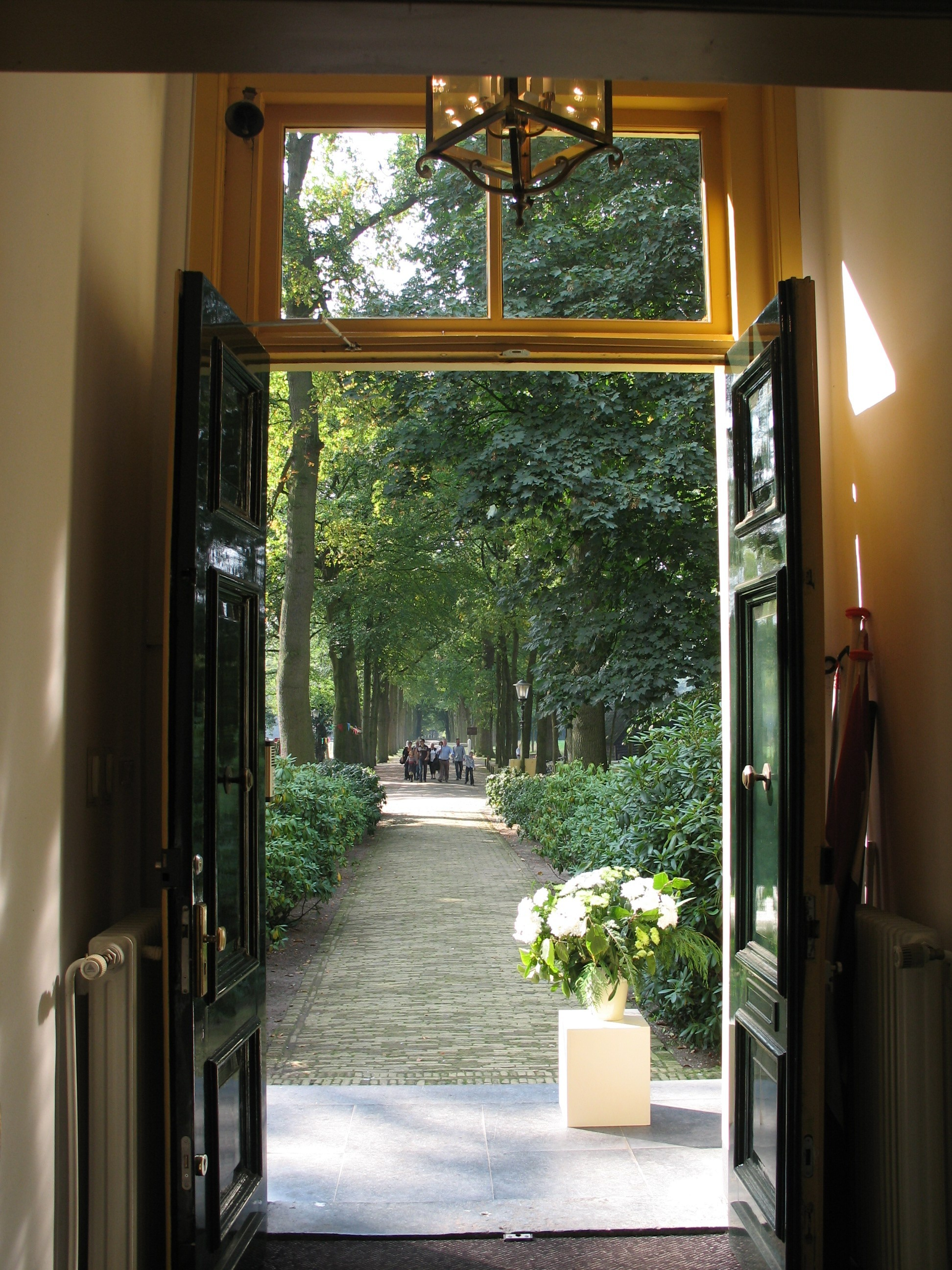
Zichtas vanuit Huize Kernhem
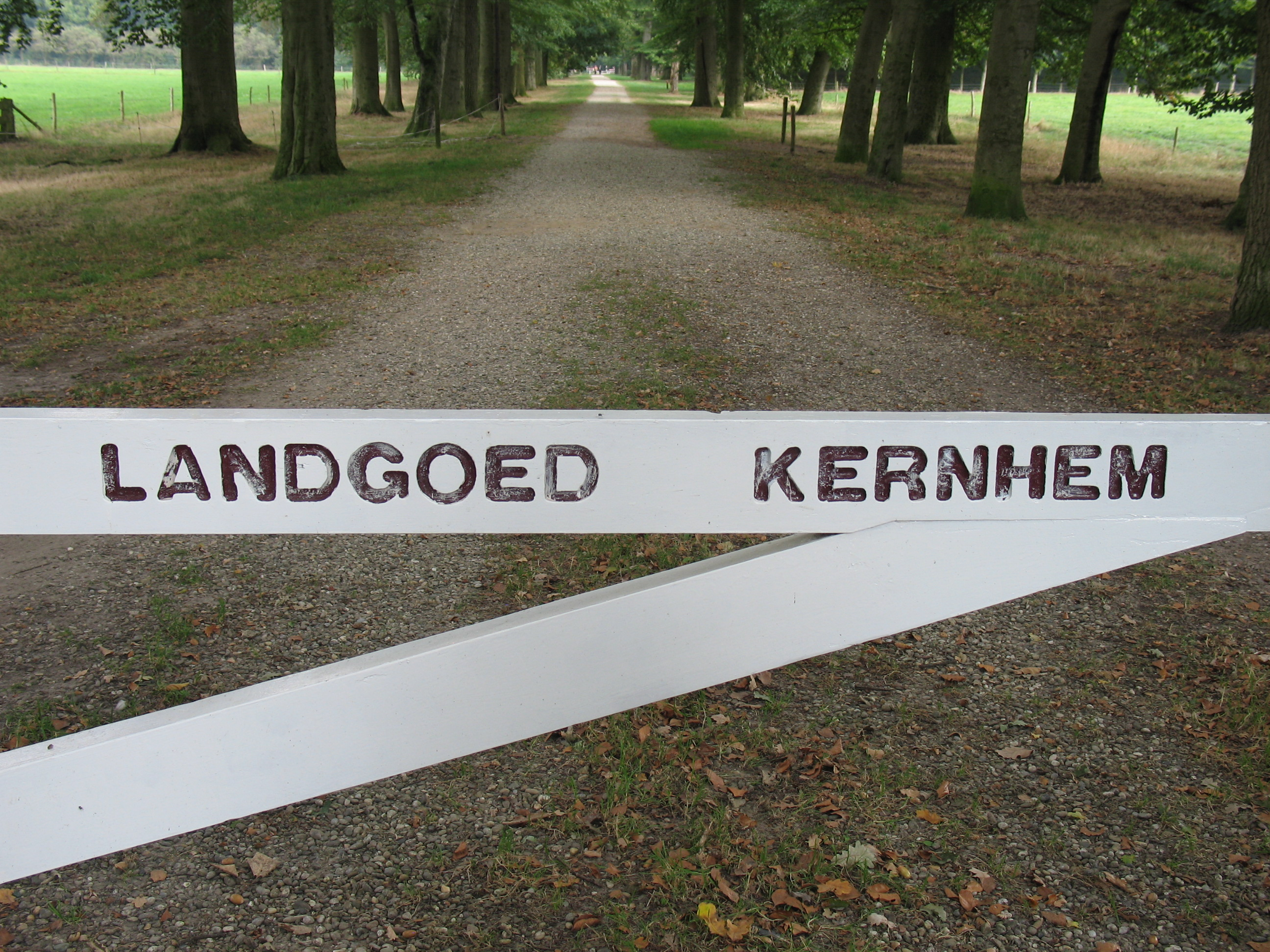
Doolhoflaan
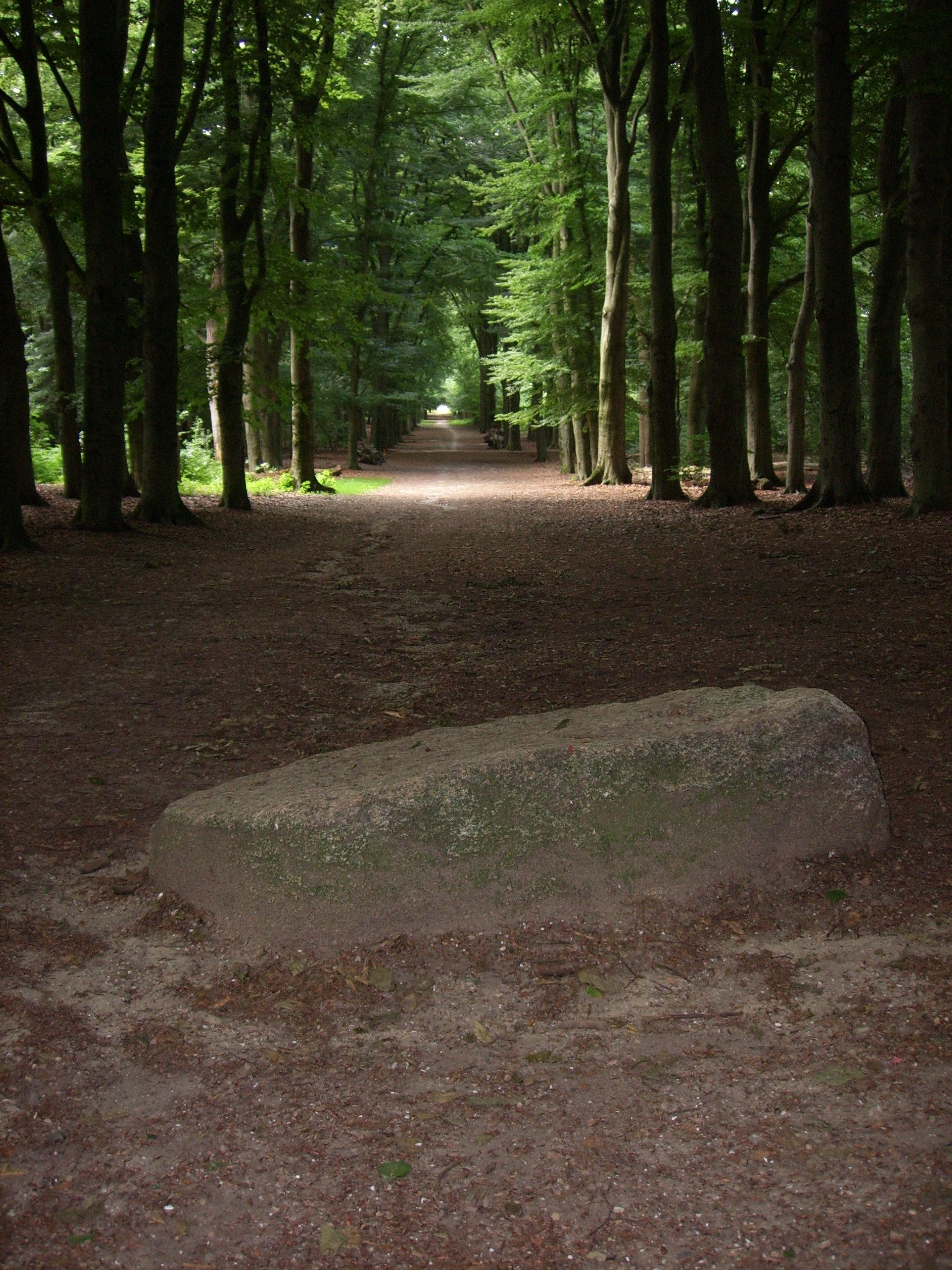
Bloedsteen

## Bijzonderheden
- De nieuwbouwwijk Kernhem ligt eveneens ten noorden van de N224 en is genoemd naar dit landgoed.
- Het witte wief, een Suske en Wiske-verhaal van Paul Geerts uit 1991, speelt zich deels af op dit landgoed, waarbij ook ingegaan wordt op de legende met de bloedsteen.
- De kaassoort Kernhem is vernoemd naar dit landgoed.